# Mataró-Modell

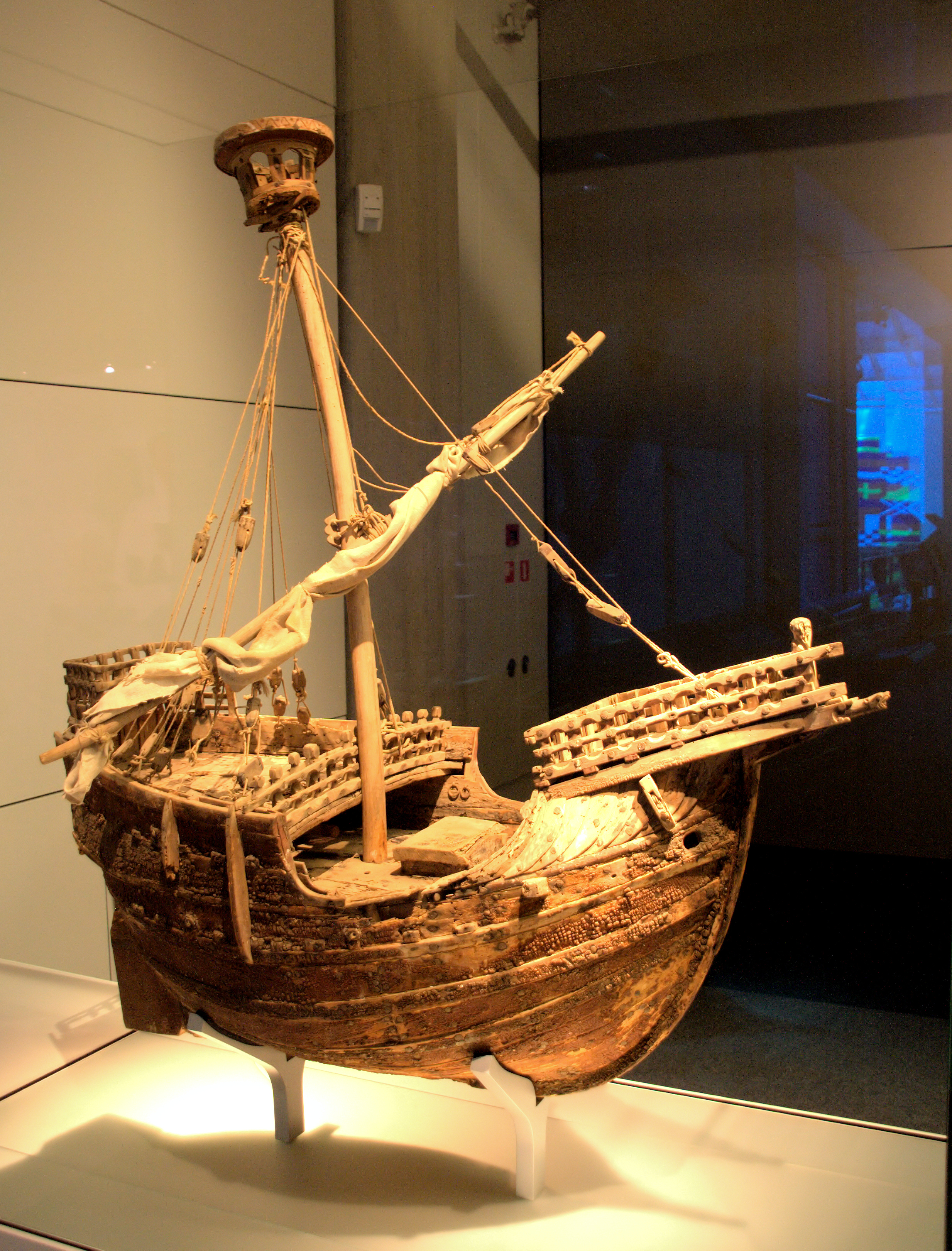
Das Modell in der Dauerausstellung im Maritiem Museum Rotterdam

Das Mataró-Modell gilt als wichtiges Dokument für die Rekonstruktion der Santa Maria bei Kolumbus’ Fahrt nach Westen. Außerdem scheint es ein Zeuge des Wechsels vom Ein- zum Mehrmaster und des Einflusses des Schiffbaus des Mittelmeeres auf den nordeuropäischen Raum zu sein. Eine intensive fachübergreifende und naturwissenschaftliche Untersuchung ist 2004 beendet worden.

## Herkunft und Geschichte
Das Modell soll aus einer Klosterkirche in Mataró in Katalonien stammen. Nachdem es in London und New York war, wurde es erst 1920 in einem Münchener Antiquitätengeschäft entdeckt. Dort kaufte der Kunstmäzen Daniël George van Beuningen das bisher als wahrscheinliche Fälschung eingestufte Modell in Absprache mit dem Prins Hendrik Museum Rotterdam und gab es als Leihgabe.
Die erste beschreibende Publikation erfolgte im Mariner’s Mirror (Heft 3, 1929). Die dort gezeigten Fotos unterscheiden sich gegenüber früheren Fotos. Nun fehlt der Fockmast. Gerade dieser Mast hatte vorher zu Zweifeln an der Echtheit des Modells geführt. Lange Zeit war fraglich, ob dieser durch die früheren Eigentümer hinzugefügt wurde oder ob er bereits ursprünglich dazu gehörte.
Im Maritiem Museum Rotterdam blieb es bis 1981 als Leihgabe und wurde dann erst nach Verhandlungen mit den Erben als Bestandteil des Museums übernommen. Bis 2004 wurde es dann umfangreich untersucht. Dazu gehören auch Nachforschungen zur Herkunft und Geschichte des Modells und naturwissenschaftliche Untersuchungen zu Herkunft und Art der verwendeten Materialien. Zur ursprünglichen Herkunft wurde festgestellt, dass ein Votivmodell in der Klosterkirche in Mataró nie nachgewiesen werden konnte. Dafür gibt es Hinweise, dass die Herkunft aus adligem Besitz sein könnte.

## Das Modell
Bei der letzten Untersuchung 2004 wurde festgestellt, dass die Hölzer vom Anfang des 15. Jahrhunderts sind. Damit ist es ca. 100 Jahre früher zu datieren als die Mary Rose. Auch Kolumbus’ Santa Maria ist erheblich jünger. Zeitlich liegt es somit nahe bei der Bremer Kogge von 1380. Wichtig ist ebenfalls der Vergleich mit dem etwa zeitgleichen Ebersdorfer Koggenmodell.

Wie bei vielen erhalten gebliebenen Schiffsmodellen muss auch hier zwischen der Takelage und dem Rumpf unterschieden werden. Meist leidet die Takelage zuerst, aber der Rumpf weniger. Heute wird das Modell als ein Einmaster gezeigt, möglicherweise war es aber ein Zweimaster. Auf dem Halbdeck ist ein entsprechendes Loch vorhanden. Der auf den ersten bekannten Fotos erkennbare Fockmast wurde als Fälschung und nachträgliche Ergänzung entfernt. Das auf dem Großmast befindliche Krähennest ist mit typischen zeitgenössischen Verzierungen versehen.
Der Rumpf ist kraweel beplankt und mit einer Teerschicht bedeckt. Wichtige vorhandene Schiffbauelemente deuten auf einen Fachmann als Baumeister des Modells hin. Dazu gehören die Speigaten, Spiker und andere Eisen, die Ladeluke mit Lukendeckel auf dem Hauptdeck und die korrekte innere Konstruktion. Zu den äußerlichen Merkmalen gehört der als bärtiger Mann geschnitzte Knecht auf dem Vorderkastel, der Drache oder das Ungeheuer am Vorsteven und am Heck eine auf Papier gemalte Engelsfigur mit Vase und Blumen. Als bemerkenswert gilt der extrem lange Helmstock.

## Bedeutung
Das Modell wird immer wieder herangezogen, wenn es um die Rekonstruktion der Santa Maria von Kolumbus geht. Es ergänzt die bildlichen Quellen durch seine Dreidimensionalität. Zudem gibt es Anhaltspunkte für die Positionierung archäologischer Funde. Aufgrund seiner Bedeutung für die Schifffahrtsgeschichte und seiner Popularität hatte das Maritiem Museum Prins Hendrik eine vereinfachte Graphik als Signet verwendet und als Exlibris eingesetzt.